# João Pitzigáudio
João Pitzigáudio (em grego: Ἰωάννης Πιτζιγαύδιος; romaniz.: Ioánnes Pitzigaúdios), também citado como Pitzigaudes (Πιτζιγαῦδης),  Pitzogabdes (Πιτζογάβδης) e Pitigaudes (Πιττιγαύδης) por diferentes cronistas bizantinos, foi um emissário e oficial bizantino.

## Vida
João é mencionado por Teófanes, o Confessor, bem como os posteriores Simeão Logóteta, o patriarca Nicéforo I, Teodósio de Melitene, Jorge Mônaco, Cedreno, Zonaras e no Sobre a Administração Imperial do imperador Constantino VII Porfirogênito (r. 913–959). Segundo estes relatos, foi de origem nobre, um patrício e era altamente experiente em assuntos políticos. Após o fracassado Primeiro cerco árabe de Constantinopla, foi enviado, provavelmente em 678, por Constantino IV (r. 668–685), para concluir um tratado de paz com o califa omíada Moáuia I (r. 661–680). Segundo Henry Yule, ele pode ser identificado com o emissário bizantino "Yenyo" que é mencionado no chinês Antigo Livro de Tang como liderando negociações com os Ta shi (árabes).